# Вацловас Крутініс
Вацловас Крутініс (лит. Vaclovas Krutinis; 27 вересня 1948, Вільнюс — 30 жовтня 2013, Вільнюс) — литовський скульптор; голова Спілки художників Литви (1998—2008).

## Біографія
Народився в 1948 році у Вільнюсі. Навчався в місцевих середніх школах, у 1960—1966 роках — у Вільнюській середній школі мистецтв імені М. К. Чюрльоніса для обдарованих дітей (нині — Національна школа мистецтв імені М. К. Чюрльоніса).
У 1973 році закінчив Художній інститут Литовської РСР (нині Вільнюська художня академія). З 1974 року брав участь у мистецьких виставках у Литві та за кордоном (Москва, Рига, Ташкент, Гетеборг, Афіни, Пекін, Гельсінкі, Лінц). Персональні виставки проходили у Вільнюсі (1993, 1994, 1998, 2008; посмертна в 2014 році), Шяуляї (2008), Плунге (2009).
У 1998—2008 роках був головою Спілки художників Литви.

## Творчість

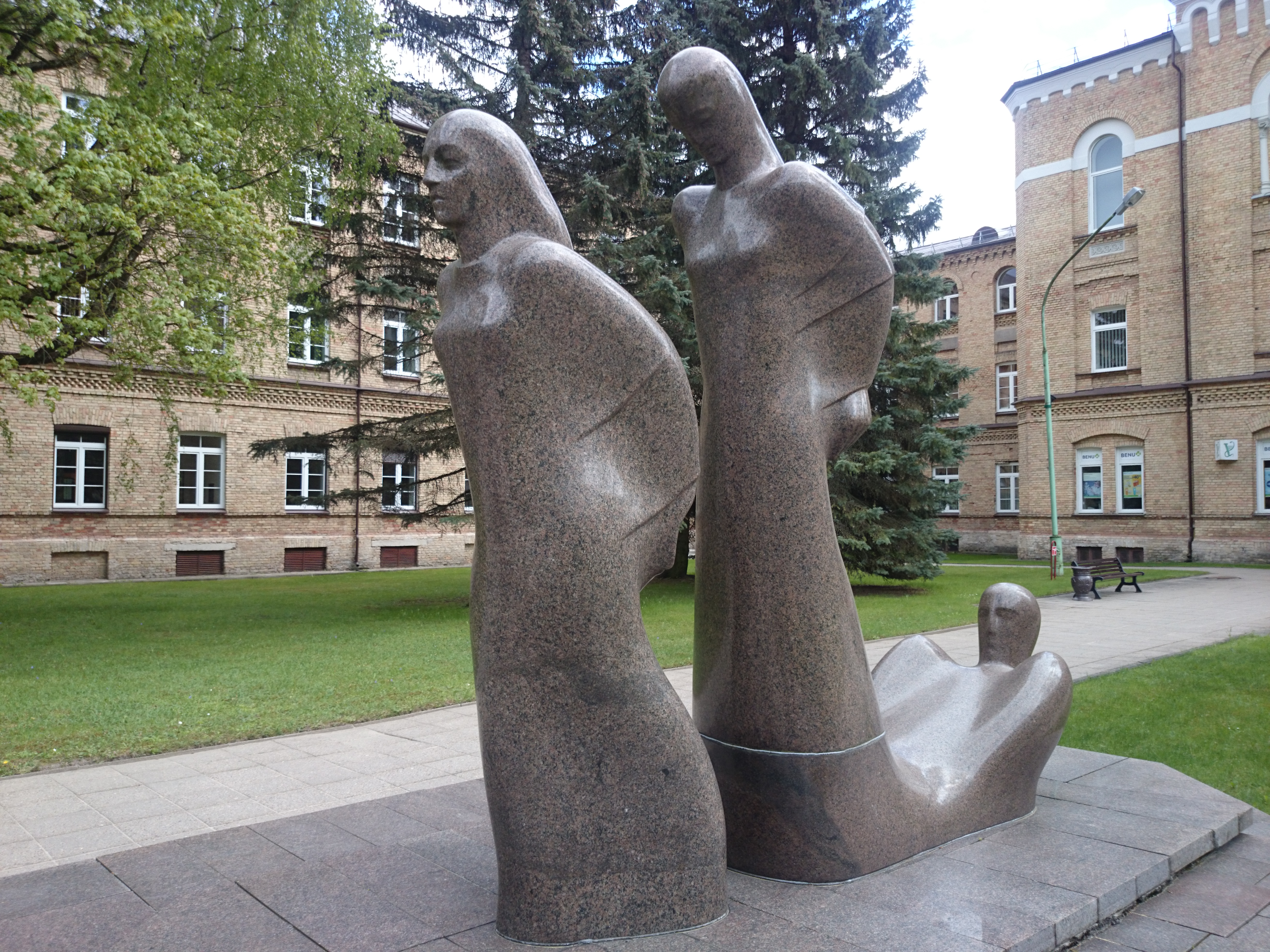
Скульптурна композиція у дворі Вільнюської психіатричної лікарні

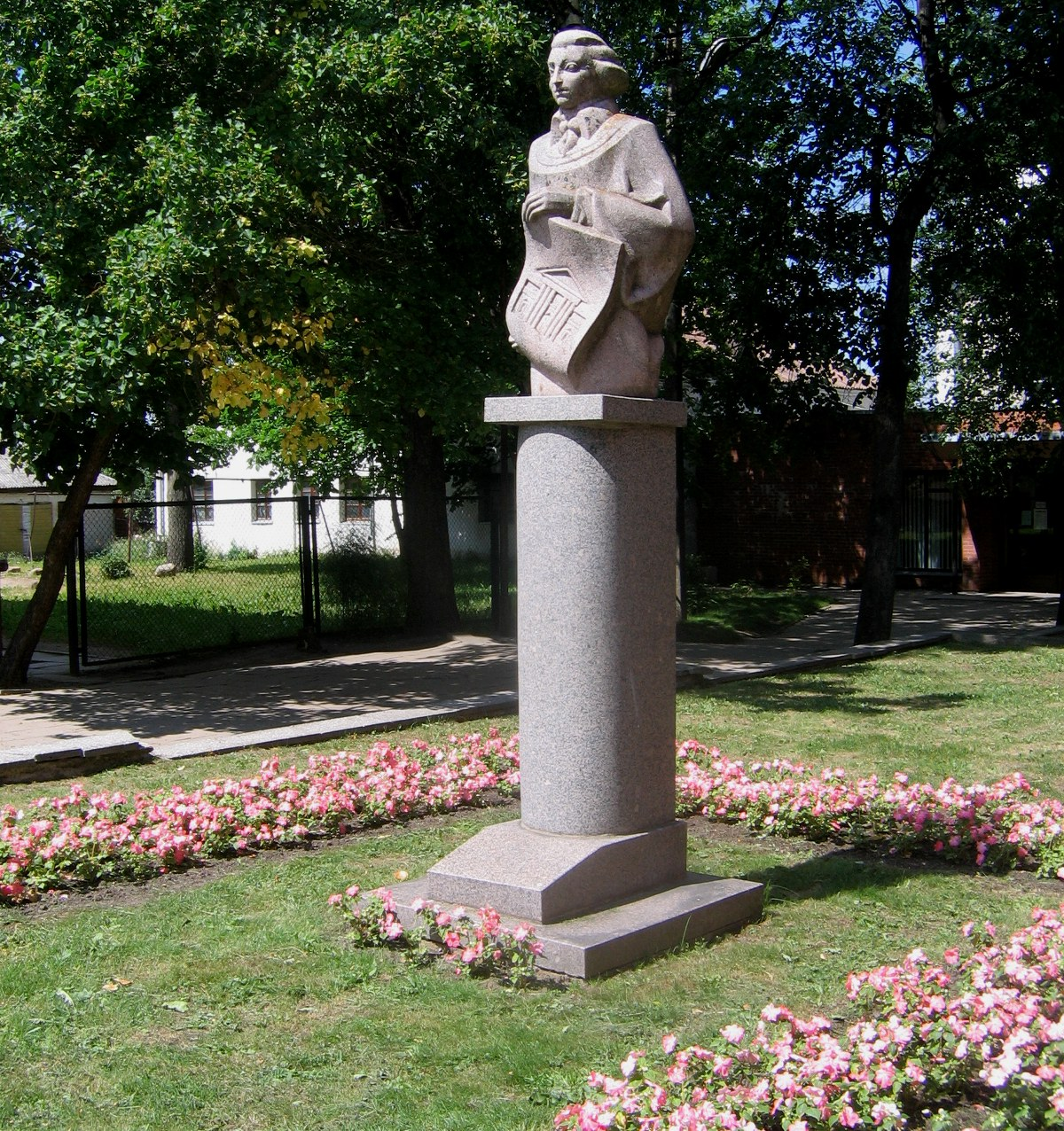
Вавжинець Ґуцевич (Купишкіс)

Створював скульптурні твори різних жанрів. Серед них, зокрема, декоративні скульптури, встановлені в громадських просторах — «Тіні хвиль» у Клайпеді (1984), «Спогад про Батьківщину» в Купишкісі (1987), «Птах» в Паланзі (1997), камерні скульптури «Пам'ять» (1987) та інші, скульптури пам'яток — «Прапороносці» в місті Укмерге (1982), Діонізаса Пошки в селі Бійотай (1990), архітектора Вавжинця Ґуцевича (1982, встановлена в 1994 році) і генерала Йонаса Чярнюса (1998) у Купишкісі, «Ангелам-хранителям» — загиблим поліцейським у Вільнюсі (2005), скульптури з граніту, мармуру, дерева, металу, серед іншого і надгробні пам'ятники.
Серед творів Вацловаса Крутініса — скульптурна композиція на території Республіканської Вільнюської психіатричної лікарні у мікрорайоні Науйої-Вільня (1987), яка виготовлена з граніту і символізує людину, котра немов заново народжується після лікування.
Більшість творів — декоративного характеру, серед них домінують людські фігури, нерідкі фігурні композиції. З 1990-тих років у роботах скульптора проявилася тенденція до конструювання абстрактних композицій з окремих сегментів.
Твори В. Крутініса зберігаються в Литовському художньому музеї, Національному художньому музеї імені М. К. Чюрльоніса, Третьяковській галереї, а також у Національному художньому музеї Китаю. 